# Karl Steinhuber
Karl Steinhuber (1 de mayo de 1906-noviembre de 2002) fue un deportista austríaco que compitió en piragüismo en la modalidad de aguas tranquilas.
Participó en los Juegos Olímpicos de Berlín 1936, obteniendo una medalla de plata en la prueba de K2 10 000 m. Ganó tres medallas en el Campeonato Europeo de Piragüismo entre los años 1933 y 1936.

## Palmarés internacional
| Juegos Olímpicos   | Juegos Olímpicos       | Juegos Olímpicos  | Juegos Olímpicos     |
| Año                | Lugar                  | Medalla           | Evento               |
| ------------------ | ---------------------- | ----------------- | -------------------- |
| 1936               | Berlín ( Alemania)     | Medalla de plata  | K2 10 000 m          |
| Campeonato Europeo |                        |                   |                      |
| Año                | Lugar                  | Medalla           | Evento               |
| 1933               | Praga (Checoslovaquia) | Medalla de plata  | K2 plegable 10 000 m |
| 1934               | Copenhague (Dinamarca) | Medalla de bronce | K2 plegable 10 000 m |
| 1936               | Duisburgo ( Alemania)  | Medalla de bronce | K4 1000 m            |